# Stellenbosch
Stellenbosch es el segundo asentamiento europeo más antiguo de Sudáfrica, después de Ciudad del Cabo, y está situada en la provincia del Cabo Occidental a aproximadamente 50 kilómetros de distancia de la anterior, a lo largo de las orillas del río Eerste. La ciudad es conocida como la Ciudad de los Robles o Eikestad en afrikáans debido al gran número de robles que fueron plantados por el fundador para adornar las calles y haciendas.
La ciudad es sede de la Universidad de Stellenbosch. El Technopark es un parque corporativo moderno y complejo de investigación situado en el lado sur de la ciudad cerca del Campo de Golf de Stellenbosch.
Se dice que Stellenbosch es el corazón de la cultura afrikáner debido al gran número de académicos y estudiantes que han vivido y han estudiado allí.

## Historia

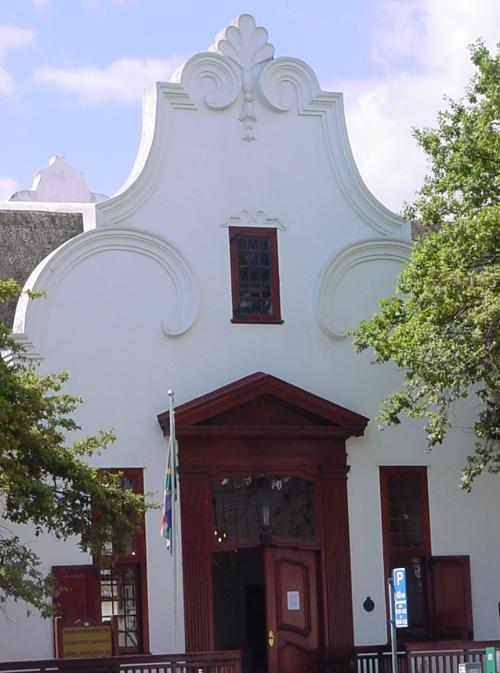
Una típica casa de estilo Cape Dutch en Stellenbosch.

La ciudad fue fundada en 1679 por el gobernador de la Colonia del Cabo, Simon van der Stel, quien la llamó así por él mismo (Stellenbosch quiere decir el "bosque de  Stel"). Está situada a orillas del río Eerste ("Primer Río"), llamado así por ser el primer nuevo río que él alcanzó y siguió cuando Jan van Riebeeck le envió desde Ciudad del Cabo en expedición sobre los llanos del Cabo para explorar el territorio hacia lo que es ahora conocido como Stellenbosch. Los holandeses eran expertos en la ingeniería hidráulica e idearon un sistema de surcos para dirigir el agua del río Eerste desde las inmediaciones de la calle Thibault por la ciudad a lo largo de la calle van Riebeeck hasta la calle Mill (molino), donde fue erigido un molino. La ciudad creció tan rápidamente que se consiguió tener autoridades locales independientes propias en 1682 y ser sede de un magistrado con jurisdicción sobre más de 25 000 kilómetros cuadrados en 1685.
Poco después de la llegada de los primeros pobladores, en particular hugonotes franceses, se plantaron uvas en los fértiles valles de los alrededores de Stellenbosch, y pronto esta actividad se convirtió en el centro de la industria vitivinícola sudafricana. La primera escuela se abrió en 1683, pero la educación en la ciudad comenzó de veras en 1859 con la apertura de un seminario de la Iglesia Reformada holandesa y un colegio que conocido como het Stellenbossche Gymnasium fue establecido en 1866. En 1874, algunos miembros de las clases más altas crearon el Colegio Victoria y luego en 1918 la Universidad de Stellenbosch. En 1909, un viejo egresado de la escuela, Paul Roos, el capitán del primer equipo en ser llamado los Springboks, fue invitado a convertirse en el sexto rector de la escuela. Permaneció como rector hasta 1940. En su retiro, el nombre de la escuela fue cambiado al de Colegio Paul Roos.

## Población
Stellenbosch tiene una población de alrededor de 200 000 habitantes (año 2007). Esta estimación está basada en residentes formalmente domiciliados. Como tal está casi seguramente subestimada, en tanto la región Stellenbosch también incluye varios asentamientos informales.

## Vitivinicultura

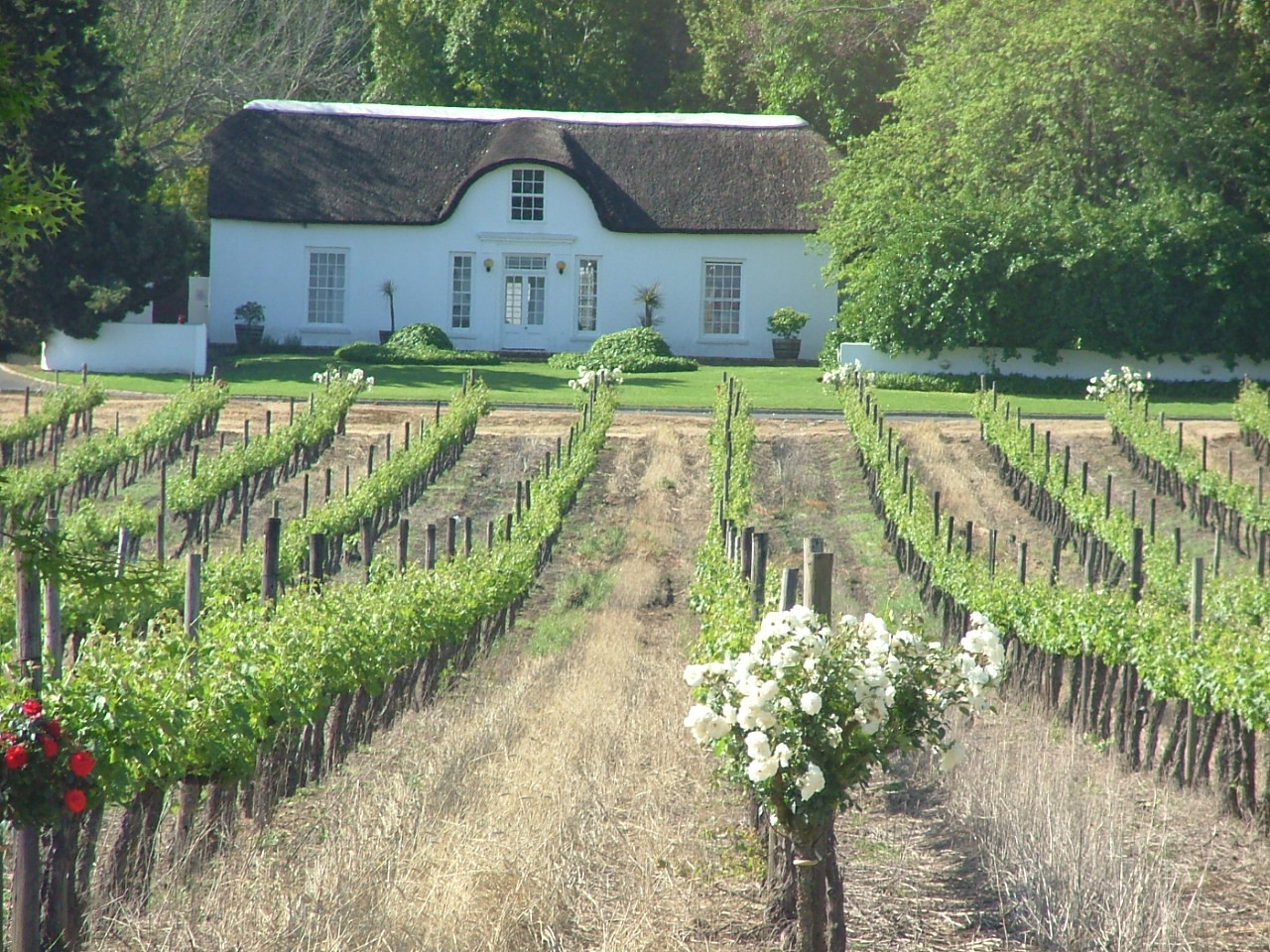
Viñedos en Stellenbosch.

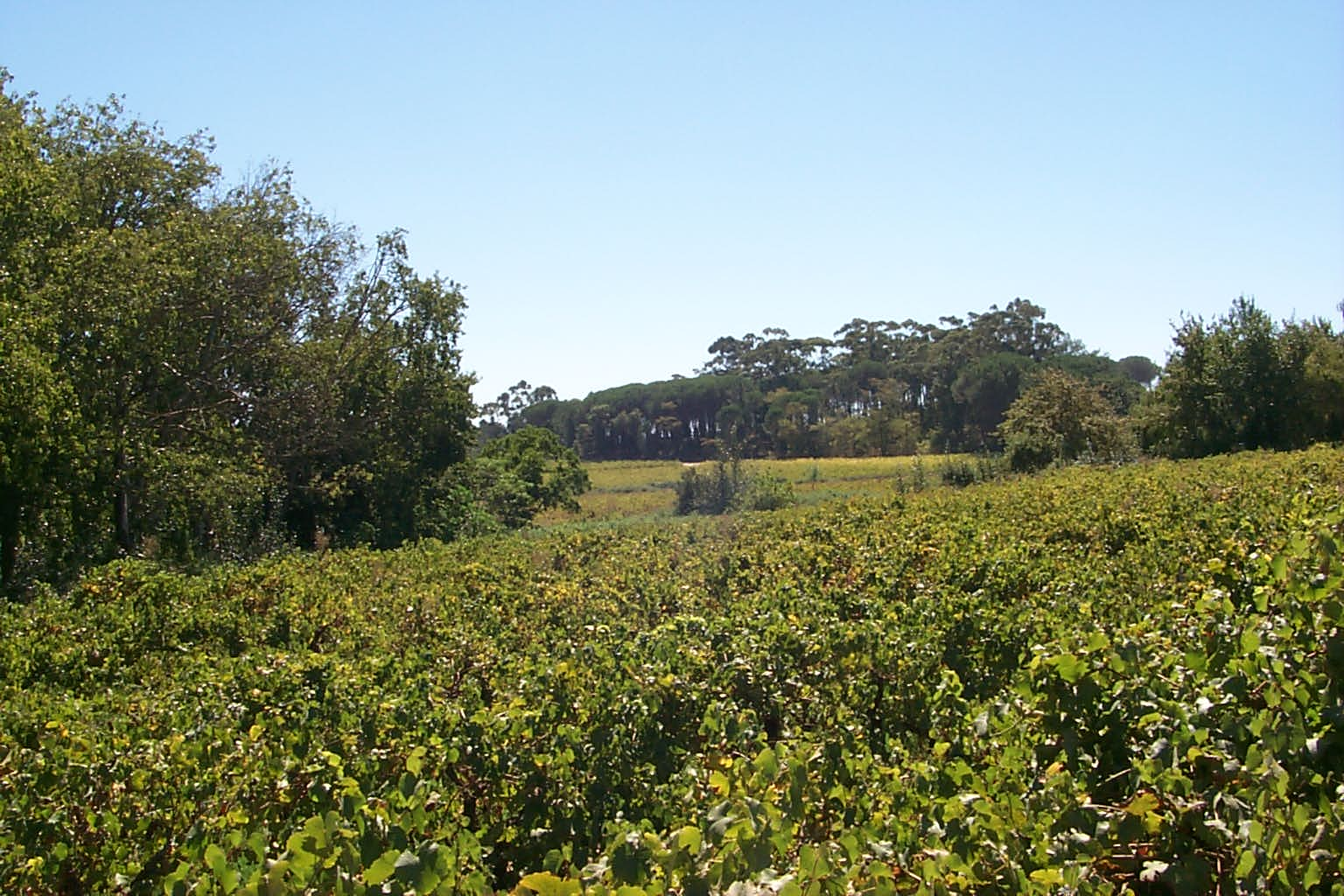
Viñedos en la zona de Stellenbosch.

Los valles Stellenbosch, Paarl y Franschhoek forman las Tierras del Vino del Cabo (Cape Winelands), la más grande de las dos principales regiones vitivinícolas de Sudáfrica. La industria vitivinícola sudafricana produce aproximadamente 1 000 000 000 de litros de vino anualmente. Stellenbosch es el emplazamiento primario para la viticultura y la investigación en viticultura. El profesor Perold fue el primer Profesor de Viticultura en la Universidad de Stellenbosch. La ruta de vino de Stellenbosch, establecida en 1971, es un destino turístico renombrado y popular mundialmente.
El área tiene un clima de tipo mediterráneo, con veranos calientes, inviernos frescos y cielos claros y soleados. Está al comienzo de las faldas de las montañas del Cabo, que han creado un suelo favorable a las vides. Las uvas son cultivadas principalmente para la producción de vino, y no para uvas de mesa.

## La Universidad de Stellenbosch

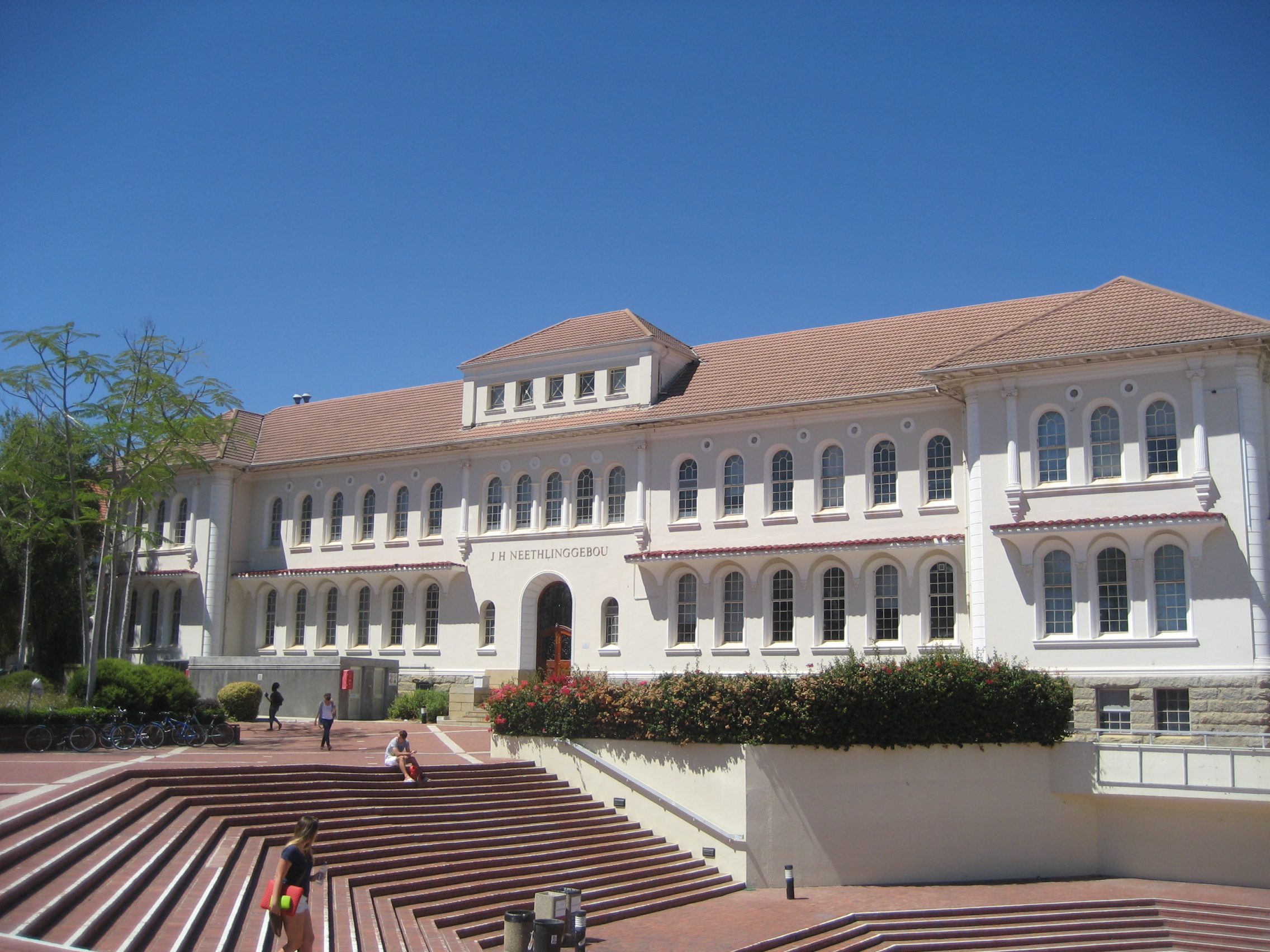
Edificio Neethling de la Universidad de Stellenbosch.

La Universidad de Stellenbosch es una de las principales universidades de Sudáfrica. Esta institución tiene una rica historia que se remonta hasta 1863 y tiene 10 facultades, entre ellas Ingeniería, Ciencia y Artes.
La Universidad tiene actualmente 25 000 estudiantes aproximadamente. Aunque el idioma oficial de la universidad sea el afrikáans, la mayor parte de cursos de postgrado son impartidos en inglés.

## Lista de suburbios
- Arbeidslus
- Brandwacht
- Cloetesville
- Dalsig
- De Zalze
- Dennesig

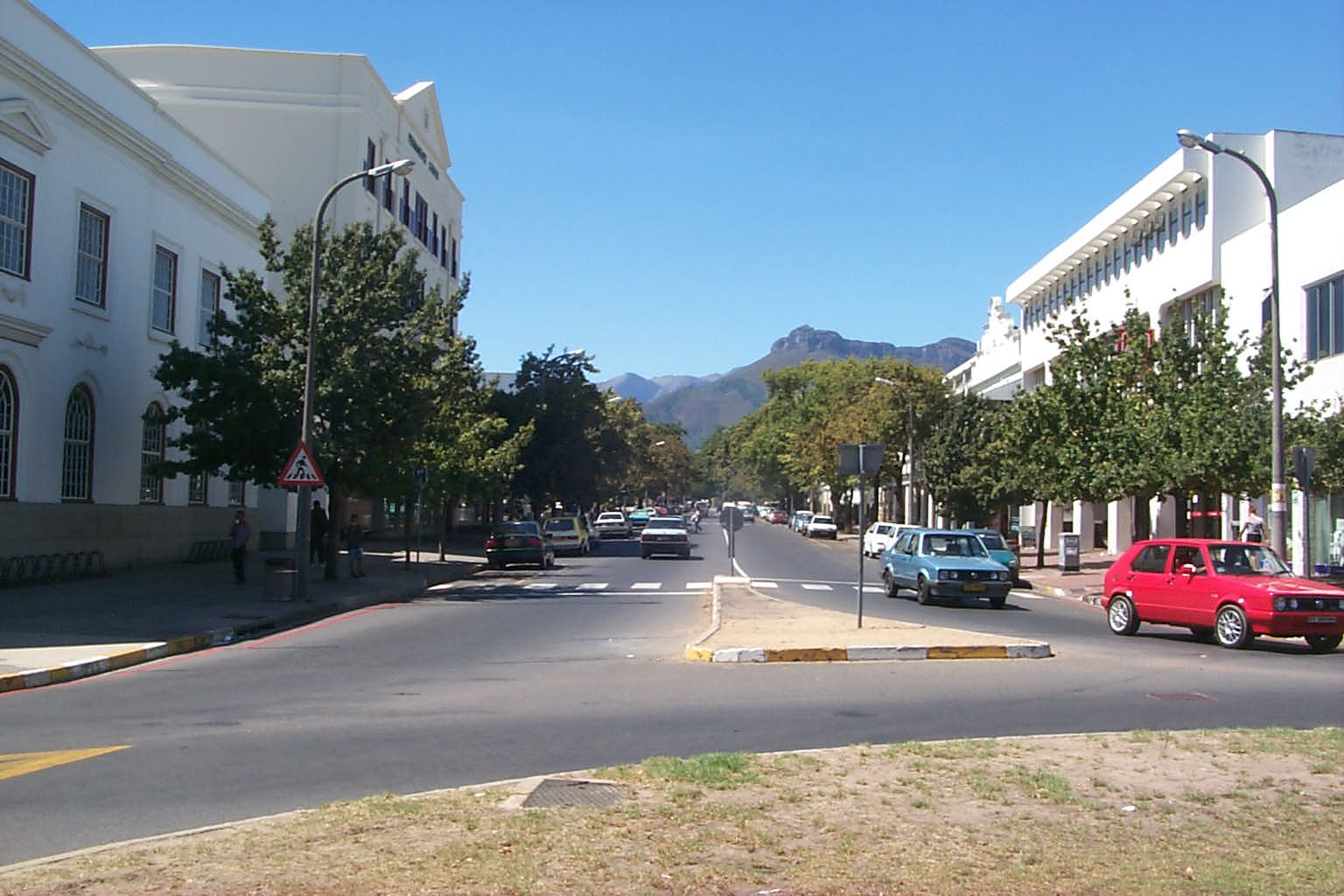
Vista de la calle Plein

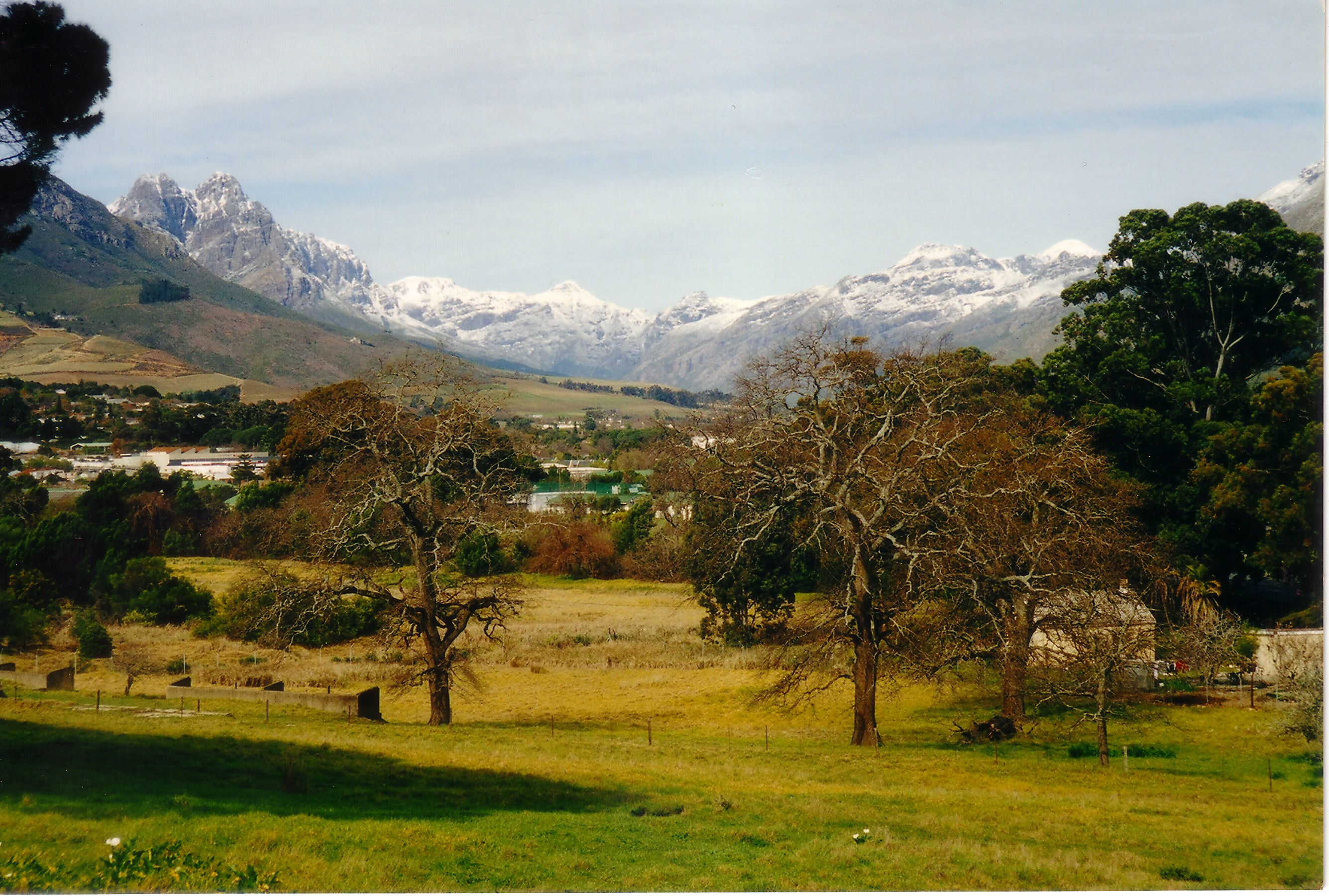
Los barrios residenciales del Este de Stellenbosch en los meses de invierno. Nieve en las Montañas Jonkershoek.

- Die Boord, previamente Rhodes Fruit Farms
- Die Rant
- Idas Valley
- Jamestown
- Karendal
- Krigeville
- Kayamandi
- Welbedaght
- La Colline
- Mostertsdrift
- Onderpapegaaiberg, previamente conocida como Voëltjiesdorp
- Paradyskloof
- Plankenberg
- Rozendal
- Simonswyk
- Techno Park
- Tennantville
- Town central
- Uniepark
- Universiteitsoord
- Welgevonden